# Джвари (монастырь)
Джва́ри (груз. ჯვარი, досл. «крест») — грузинский монастырь и храм первой половины VII века. Расположен на вершине горы у слияния Куры и Арагви близ Мцхеты — там, где, согласно историческим источникам («Обращение Грузии», «Жизнь картлийских царей»), воздвигла крест святая равноапостольная Нина. Первый в Грузии памятник Всемирного наследия (с 1994 г.).
К 545 году на «крестовой» горе уже стоял храм малого размера; сейчас он в руинах. Более крупная церковь в форме тетраконха (22 на 18,4 метров), освящённая в честь Воздвижения Креста Господня, была воздвигнута, по оценке Г. Н. Чубинашвили, в промежутке между 586/7 и 604/5 гг. Армянские авторы традиционно оспаривают эту датировку, ибо считают, что образцом для Джвари послужили армянские храмы конца VI века; так, П. М. Мурадян относит возведение Джвари к 605—642 гг.
Воздвигнутая на вершине скалистого массива, церковь служит его органическим завершением и центром всего окружающего ландшафта. Единство с ландшафтом подчеркнуто тем, что сам монастырь соотносится с размером скалы ровно как 1 к 7. Форма храма является результатом длительных поисков грузинских зодчих, отказавшихся от формы базилики и искавших оптимальную форму центрального крестового храма, с единым внутренним пространством. Эти поиски отражены, например, в храме в Дзвели-Гавази в Кахетии и в кафедральном соборе в Ниноцминде.
Небольшой по размерам храм в плане представляет вписанный в квадрат крест с полукруглыми апсидами на концах. Внутреннее пространство обладает соразмерностью, ясностью и четкостью. Завершён храм куполом на восьмигранном барабане.
Облик фасадов определяется гранёными апсидами с плоскими нишами. Восточная и южная сторона храма украшены скульптурными рельефами и орнаментами, на гранях алтарной апсиды — три рельефа с изображениями ктиторов. Скульптуры грубоваты и наивны по исполнению, но в целом орнамент хорошо подчеркивает архитектурные формы храма.
Архитектурное решение выделяется исключительной цельностью, вписанностью в ландшафт. Купол на восьмигранном барабане послужил чтимым образцом для Атенского Сиона (в Горийском муниципалитете) и множества других кавказских храмов, став символом средневековой Грузии.
О создателе архитектурного шедевра ничего не известно. В некоторых современных публикациях можно встретить предположения, что его звали Микел Тхели. Не исключено, что Джвари строил армянин Тодосак — архитектор Атенского Сиона, который считается близкой копией Джвари.
В 2004 году Джвари был внесен в список Международного фонда монументов, как один из ста, которым грозит гибель, однако реставрационные работы 2007 года позволили исключить его из этого списка. Между тем, на стенах монастыря до сих пор можно видеть варварские надписи посетителей со всего СССР за последние 60 лет.
Джвари наряду с соседним Зедазенским монастырём считается местом действия поэмы Лермонтова «Мцыри». У Валерии Алфеевой есть повесть «Джвари», посвященная её сыну.

## Примечание
1. 1 2 3  Еремян А. Б. К вопросу о датировке кафедральной церкви в Аване. Вестник общественных наук № 3. pp. 47—62. (1969). Дата обращения: 19 сентября 2012. Архивировано 4 октября 2012 года.
2. ↑  Мурадян П. М. Армянская надпись храма Джвари // Вестник общественных наук. — 1968. — № 2. — С. 55—80. Архивировано 21 сентября 2013 года.